# Mix Master
Mix Master (카드왕 믹스마스터?, Kadeu Wang Mikseu MaseuteoLR) è una serie TV d'animazione co-prodotta da KBS e Nippon Television, trasmessa su KBS in Corea del Sud e da Nickelodeon e Rai Gulp in Italia.

## Trama
A Gamebridge, una ridente cittadina, un bel giorno due mondi s'incontrano: un incantesimo del perfido Principe Brad e un'invenzione del mitico Professor Joeb causa una fusione tra il mondo umano e quello degli hench, fantastiche creature che vivono nella terra immaginaria di Atrehia. Gli hench ed il loro mondo sono stati inventati dal Professore pell suo gioco di carte, ma ora tutto è diventato realtà. Tutto, compresi il Principe Brad, i suoi elfi tenebrosi, e la diabolica strega Ghiara. Tra i nostri eroi, Ditt, Jin, Pen e Cheek, e gli hench, soprattutto Pachi, si instaurerà un rapporto di incredibile fratellanza che porterà tutti ad unirsi per combattere le forze del male.

## Personaggi

### I protagonisti
- Ditt: È il protagonista della serie. All'inizio tutti lo chiamano "il brocco" poiché pigro, nullafacente e dormiglione, ma anche molto allegro, ottimista e ironico. Nel corso della serie diventa molto bravo e potente. Adora le ciambelle ed è grande amico di Pachi. Il suo mischiacarte è una pistola di colore bianco.
- Pachi: È un piccolo e simpatico hench che diventerà presto il migliore amico di Ditt. Nasconde un grande segreto.
- Jin: È il rivale di Ditt. È un tipo duro e freddo ma dal cuore sincero. È l'ultimo dei personaggi ad avere un mischiacarte, che è uguale a quello di Ditt, ma di colore viola. Usa Hench uccello. È il figlio del sindaco della città ma la gente non sopporta i suoi discorsi e lui si imbarazza.
- Cheek: È il terzo mix master ed un attento studioso, tanto da essere il campione del gioco di carte. Usa Hench di tipo macchina e il suo punto di forza è l'intelligenza. Il suo mischiacarte è simile ad un telefono blu quadrato.
- Pen: È la seconda Mix Master. Le piace praticare taekwondo ed essere popolare e non sopporta la pigrizia di Ditt. È l'unica ragazza del gruppo. Usa Hench di tipo animale e odia profondamente i fantasmi. Il suo mischiacerte è un braccialetto a forma di cuore rosa.
- Poy: È una piccola Elfa che viene portata sulla terra quando i due mondi si sono uniti. Sembra piccola ma in realtà ha 100 anni. Vive a casa di Ditt perché riconosce fin da subito in lui il Mix Master.
- Prof. Joeb: un vecchio e simpatico scienziato che adora inventare gadget. Dona un mischiacarte a tutti i personaggi. Il suo antenato è stato il primo Mix Master. Sbuca sempre dai posti più impensabili. È l'inventore di Altrehia.

### Nemici
- Principe Brad: È il cattivo della serie e vuole entrare in possesso Master Hench per dominare "chiunque e ovunque". È vanitoso, viziato, narcisista e piagnucolone.
- Ghiara: vera nemica della serie è una strega inviata dal Principe Brad per catturare il Master Hench. Sembra una ragazzina innocente ma in realtà e la più crudele di tutti, Vuole liberare il guardiano del mondo perduto per distruggere sia il mondo umano che quello hench.
- Elfi tenebrosi:
  - Jamine: Ama il suo principe e perciò vuole a tutti costi catturare il Master Hench. È l'unica femmina degli elfi tenebrosi nonché la leader del gruppo, è ossessionata dalla bellezza ed è molto vanitosa.
  - Chino: Ama la musica, a volte canta o parla in rima e vuole tanto avere dei fan. Mischia gli hench con la sua chitarra.
  - Mino: È pieno di muscoli e senza cervello. Gli piace giocare con i peluche e mangiare dolci. Evoca i suoi hench con un grosso martello.

### Personaggi secondari
- Fratello di Pachi: è stato il primo Master Hench che si sacrificò per salvare sia Atrehia che il mondo umano.
- Genitori di Ditt: la madre è una casalinga e il padre lavora in una azienda.
- Padre di Pen: è un focoso maestro di Taekwondo.
- Padre di Jin: è il piuttosto strampalato sindaco della città di Gamebridge, tanto che il figlio si vergogna di lui.
- Mira: è la sorella di Jin e amica di Pen, che ammira molto.
- Mary: è la telegiornalista di Gamebridge.
- Elfi di Atrehia

## Doppiaggio
| Personaggio       | Doppiatore originale | Doppiatore italiano |
| ----------------- | -------------------- | ------------------- |
| Ditt              | An Kyeong Jin        | Patrizia Mottola    |
| Pachi             | So Yeon              | Camilla Gallo       |
| Jin               | Seo Hye Jeong        | Federico Zanandrea  |
| Cheek             | Cha Myeong Hwa       | Laura Righi         |
| Prof. Joeb        |                      | Claudio Moneta      |
| Pen               | Choi Moon Ja         | Anna Lana           |
| Jamine            | Cha Myeong Hwa       | Marina Thovez       |
| Mino              | Moon Kwan Il         | Mario Zucca         |
| Chino             | Oh In Seong          | Luca Ghignone       |
| Principe Brad     | Hong Si Ho           | Andrea Beltramo     |
| Mary              |                      | Tiziana Martello    |
| Mira              |                      | Serena Menegon      |
| Madre di Ditt     |                      | Simonetta Benozzo   |
| Padre di Ditt     |                      | Walter Rivetti      |
| Mr. Blaster       |                      | Riccardo Lombardo   |
| Charles           |                      | Luciano Cravino     |
| Ghiara            |                      | Beatrice Caggiula   |
| Fratello di Pachi |                      | Donato Sbodio       |
| Doren il custode  |                      | Mario Brusa         |

## Episodi
| Nº | Titolo italiano Titolo coreano                                                               | In onda          | In onda          |
| Nº | Titolo italiano Titolo coreano                                                               | Coreano          | Italiano         |
| 1  | La leggenda del Mix Master 「내가 전설의 용사」 - Naega jeonseol-ui yongsa                   | 4 ottobre 2005   | 12 febbraio 2007 |
| 2  | L'invasione degli Hench 「폭주 겜브리지 타운」 - Pogju gembeuliji taun                       | 11 ottobre 2005  | 13 febbraio 2007 |
| 3  | La torta è deliziosa 「포이의 심부름」 - Poiui simbuleum                                     | 18 ottobre 2005  | 14 febbraio 2007 |
| 4  | La ragazza cintura nera 「믹스밸러는 격투기 소녀」 - Migseubaelleoneun gyeogtugi sonyeo      | 25 ottobre 2005  | 15 febbraio 2007 |
| 5  | Al lavoro con papà 「사무실 위기일발」 - Samusil wigiilbal                                   | 1º novembre 2005 | 16 febbraio 2007 |
| 6  | Cheek, il Mix Master? 「믹스밸러가 되고 싶어」 - Migseubaelleoga doego sip-eo                | 8 novembre 2005  | 17 febbraio 2007 |
| 7  | Rivali 「제4의 믹스밸러」 - Je4ui migseubaelleo                                              | 15 novembre 2005 | 18 febbraio 2007 |
| 8  | Oggi sport 「디트 믹스밸러 은퇴」 - Diteu migseubaelleo euntoe                               | 22 novembre 2005 | 19 febbraio 2007 |
| 9  | La sfera della tempesta nera 「전격 헨치 구출 작전」 - Jeongyeog henchi guchul jagjeon       | 29 novembre 2005 | 20 febbraio 2007 |
| 10 | Mister Blaster esce fuori di testa 「열혈 스팀스 선생님」 - Yeolhyeol seutimseu seonsaengnim | 6 dicembre 2005  | 21 febbraio 2007 |
| 11 | Chino è un gran rompiscatole 「포이가 커졌어요」 - Poiga keojyeoss-eoyo                      | 13 dicembre 2005 | 22 febbraio 2007 |
| 12 | Il segreto di Jin 「진의 숨겨진 비밀」 - Jin-ui sumgyeojin bimil                             | 20 dicembre 2005 | 23 febbraio 2007 |
| 13 | La sfida Mix Master 「결정 믹스마스터」 - Gyeoljeong migseumaseuteo                          | 27 dicembre 2005 | 24 febbraio 2007 |
| 14 | Lo speciale uao-uao 「밀착취재 디트와 진」 - Milchagchwijae diteuwa jin                      | 3 gennaio 2006   | 25 febbraio 2007 |
| 15 | La spedizione 「헨치 오브 정글」 - Henchi obeu jeong-geul                                    | 10 gennaio 2006  | 26 febbraio 2007 |
| 16 | Stregata dalla stella 「고고 영화 속으로」 - Gogo yeonghwa sog-eulo                          | 17 gennaio 2006  | 27 febbraio 2007 |
| 17 | L'uomo ombra 「추적 괴도 쉐도우」 - Chujeog goedo swedou                                     | 24 gennaio 2006  | 28 febbraio 2007 |
| 18 | Guru-Ga 「영원한 스승 마스터 그랜」                                                          | 31 gennaio 2006  | 1 marzo 2007     |
| 19 | Le creature della caverna 「지하 세계의 마스터 헨치」 - Jiha segyeui maseuteo henchi         | 7 febbraio 2006  | 2 marzo 2007     |
| 20 | L'allenamento del professor Joeb 「죠브 박사의 비밀」 - Jyobeu bagsaui bimil                 | 14 febbraio 2006 | 3 marzo 2007     |
| 21 | Potere ai fiori! 「두 얼굴의 꽃 만드라」 - Du eolgul-ui kkoch mandeula                       | 21 febbraio 2006 | 4 marzo 2007     |
| 22 | Presi all'amo 「마스터 헨치를 낚아라」 - Maseuteo henchileul nakk-ala                        | 7 marzo 2006     | 5 marzo 2007     |
| 23 | Il segreto di Pachi 「불꽃의 기아라」 - Bulkkoch-ui giala                                    | 14 marzo 2006    | 6 marzo 2007     |
| 24 | Caccia all'Hench 「강림 대마왕 프린스」 - Ganglim daemawang peulinseu                        | 21 marzo 2006    | 7 marzo 2007     |
| 25 | Operazione salva Pachi 「파찌 탈환작전」 - Pajji talhwanjagjeon                              | 28 marzo 2006    | 8 marzo 2007     |
| 26 | Energia eterna 「암흑성 최후의 날」 - Amheugseong choehuui nal                               | 4 aprile 2006    | 9 marzo 2007     |
| 27 | Atreia 「열려라 아트레이아」 - Yeollyeola ateuleia                                           | 11 aprile 2006   | 10 marzo 2007    |
| 28 | Su il sipario 「재회 그리운 어머니」 - Jaehoe geuliun eomeoni                                | 18 aprile 2006   | 11 marzo 2007    |
| 29 | Il ciondolo di corallo 「치크의 첫사랑」 - Chikeuui cheos-salang                             | 25 aprile 2006   | 12 marzo 2007    |
| 30 | Fidati di me 「펜릴과 거짓말쟁이 대장」 - Penlilgwa geojismaljaeng-i daejang                 | 2 maggio 2006    | 13 marzo 2007    |
| 31 | Menzogne e malintesi 「가짜 믹스마스터 출현」 - Gajja migseumaseuteo chulhyeon               | 16 maggio 2006   | 14 marzo 2007    |
| 32 | L'alberto delle carte 「카드가 열리는 나무」 - Kadeuga yeollineun namu                       | 23 maggio 2006   | 15 marzo 2007    |
| 33 | I portali dell'infinito 「마스터헨치의 신전」 - Maseuteohenchiui sinjeon                     | 30 maggio 2006   | 16 marzo 2007    |
| 34 | L'antico regno 「어둠 속의 진실」 - Eodum sog-ui jinsil                                      | 13 giugno 2006   | 17 marzo 2007    |
| 35 | Le sfere dell'oscurità 「위기의 겜브리지 타운」 - Wigiui gembeuliji taun                     | 20 giugno 2006   | 18 marzo 2007    |
| 36 | Fare amicizia col nemico 「겜브리지 타운 탈환 작전」 - Gembeuliji taun talhwan jagjeon       | 27 giugno 2006   | 19 marzo 2007    |
| 37 | Il guardiano del mondo perduto 「부활 파괴신 바르」 - Buhwal pagoesin baleu                  | 4 luglio 2006    | 20 marzo 2007    |
| 38 | Il super Hench 「붕괴의 서곡」 - Bung-goeui seogog                                           | 11 luglio 2006   | 21 marzo 2007    |
| 39 | Lo scontro finale 「또 다른 전설을 위하여」 - Tto daleun jeonseol-eul wihayeo                | 18 luglio 2006   | 22 marzo 2007    |

## Curiosità
- Mix Master è anche un gioco di carte come nel cartone diffuso in Irlanda, Italia e Giappone.
- In Corea, è stata prodotto un sequel dal titolo Mix Master: Final Force trasmesso dal 26 maggio 2010 al 16 marzo 2011. In Italia, tale serie è inedita.
- Il cartone è una parodia dei Pokémon, Duel Masters, Yu-Gi-Oh! e Digimon.